# Dinamarca nos Jogos Olímpicos de Verão de 2008
A Dinamarca participou dos Jogos Olímpicos de Verão de 2008, em Pequim, na China. O país estreou nos Jogos em 1896 e esta foi sua 25ª participação.

## Medalhistas
| Atleta                                                                     | Esporte  | Evento                           | Medalha |
| -------------------------------------------------------------------------- | -------- | -------------------------------- | ------- |
| Mads Christian Kruse Andersen Eskild Ebbesen Thomas Ebert Morten Jørgensen | Remo     | Quatro sem leve masculino        | Ouro    |
| Martin Kirketerp Jonas Warrer                                              | Vela     | 49er                             | Ouro    |
| Casper Jørgensen Jens-Erik Madsen Michael Mørkøv Alex Nicki Rasmussen      | Ciclismo | Perseguição individual masculino | Prata   |
| Kim Wraae Knudsen René Holten Poulsen                                      | Canoagem | K-2 1000 m masculino             | Prata   |
| Andreas Helgstrand Nathalie Sayn-Wittgenstein-Berleburg Anne Van Olst      | Hipismo  | Adestramento por equipes         | Bronze  |
| Lotte Friis                                                                | Natação  | 800 m livre feminino             | Bronze  |
| Rasmus Quist Mads Reinholdt Rasmussen                                      | Remo     | Skiff duplo leve masculino       | Bronze  |

## Desempenho

### Atletismo
| Atleta             | Prova                        | Elim. | Elim. | Final       | Final       |
| Atleta             | Prova                        | Res.  | Pos.  | Res.        | Pos.        |
| ------------------ | ---------------------------- | ----- | ----- | ----------- | ----------- |
| Joachim Olsen      | Arremesso de peso masculino  | 19.74 | 22    | Não avançou | Não avançou |
| Morten Jensen      | Salto em distância masculino | 7.63  | 31    | Não avançou | Não avançou |
| Christina Scherwin | Lançamento de dardo feminino | 53.95 | 44    | Não avançou | Não avançou |

### Badminton
| Atleta                                     | Prova             | 1/32 de final          | 1/16 de final                       | 1/8 de final                                 | 1/4 de final                                        | Semifinais                                  | Final                                         | Final       |
| Atleta                                     | Prova             | Adversário e resultado | Adversário e resultado              | Adversário e resultado                       | Adversário e resultado                              | Adversário e resultado                      | Adversário e resultado                        | Pos.        |
| ------------------------------------------ | ----------------- | ---------------------- | ----------------------------------- | -------------------------------------------- | --------------------------------------------------- | ------------------------------------------- | --------------------------------------------- | ----------- |
| (8) Peter Gade                             | Simples masculino |                        | ALG N. Lasmari V 21-6 21-4          | JPN S. Sato V 19-21 22-20 21-15              | CHN (1) Lin D. D 13-21 16-21                        | Não avançou                                 | Não avançou                                   | Não avançou |
| (5) Kenneth Jonassen                       | Simples masculino |                        | KOR Lee H-L. D 21-15 14-21 19-21    | Não avançou                                  | Não avançou                                         | Não avançou                                 | Não avançou                                   | Não avançou |
| Jens Eriksen Martin Lundgaard Hansen       | Duplas masculinas |                        |                                     | CHN (2) Cai Y. e Fu H. D 12-21 11-21         | Não avançou                                         | Não avançou                                 | Não avançou                                   | Não avançou |
| Lars Paaske Jonas Rasmussen                | Duplas masculinas |                        |                                     | KOR (3) Jung J-S. e Lee Y-D. V 21-16 21-19   | POL M. Logosz e R. Mateusiak V 17-21 21-11 21-15    | INA (1) M. Kido e H. Setiawan D 19-21 17-21 | KOR Lee J-J. e Hwang J-M. D 21-13 18-21 17-21 | 4           |
| Tine Rasmussen                             | Simples feminino  |                        | LTU (6) A. Stapušaitytė V 21-6 21-8 | INA M. Yulianti D 21-18 19-21 14-21          | Não avançou                                         | Não avançou                                 | Não avançou                                   | Não avançou |
| Lena Frier Kristiansen Kamilla Rytter Juhl | Duplas femininas  |                        |                                     | JPN K. Ogura e R. Shiota D 21-18 14-21 18-21 | Não avançou                                         | Não avançou                                 | Não avançou                                   | Não avançou |
| Thomas Laybourn Kamilla Rytter Juhl        | Duplas mistas     |                        |                                     | SIN H. Saputra e Li Y. V 21-12 21-14         | INA (3) F. Limpele e V. Marissa D 17-21 21-15 17-21 | Não avançou                                 | Não avançou                                   | Não avançou |

### Canoagem Velocidade
| Atleta                                | Prova                | Elims.   | Elims. | Semifinais | Semifinais | Final       | Final            |
| Atleta                                | Prova                | Tempo    | Pos.   | Tempo      | Pos.       | Tempo       | Pos.             |
| ------------------------------------- | -------------------- | -------- | ------ | ---------- | ---------- | ----------- | ---------------- |
| Kasper Bleibach                       | K-1 500 m masculino  | 1:42.529 | 5 QS   | 1:45.418   | 6          | Não avançou | Não avançou      |
| René Holten Poulsen Kim Wraae Knudsen | K-2 500 m masculino  | 1:30.348 | 5 QS   | 1:31.796   | 3 QF       | 1:30.569    | 5                |
| René Holten Poulsen Kim Wraae Knudsen | K-2 1000 m masculino | 3:18.709 | 2 QF   |            |            | 3:13.580    | Medalha de prata |
| Henriette Engel Hansen                | K-1 500 m feminino   | 1:52.773 | 5 QS   | 1:55.960   | 8          | Não avançou | Não avançou      |

- QS = Classificado para semifinal
- QF = Classificado para final

### Ciclismo BMX
| Atleta            | Prova     | Eliminatórias | Eliminatórias | Eliminatórias | 1/4 de final | 1/4 de final | 1/4 de final | 1/4 de final | 1/4 de final | 1/4 de final | 1/4 de final | 1/4 de final | Semifinais  | Semifinais  | Semifinais  | Semifinais  | Semifinais  | Semifinais  | Semifinais  | Semifinais  | Final       | Final       |
| Atleta            | Prova     | Corrida 1     | Corrida 2     | Pos.          | Corrida 1    | Corrida 1    | Corrida 2    | Corrida 2    | Corrida 3    | Corrida 3    | Total        | Total        | Corrida 1   | Corrida 1   | Corrida 2   | Corrida 2   | Corrida 3   | Corrida 3   | Total       | Total       | Final       | Final       |
| Atleta            | Prova     | Tempo         | Tempo         | Pos.          | Tempo        | Pos.         | Tempo        | Pos.         | Tempo        | Pos.         | Pts.         | Pos.         | Tempo       | Pos.        | Tempo       | Pos.        | Tempo       | Pos         | Pts.        | Pos.        | Tempo       | Pos.        |
| ----------------- | --------- | ------------- | ------------- | ------------- | ------------ | ------------ | ------------ | ------------ | ------------ | ------------ | ------------ | ------------ | ----------- | ----------- | ----------- | ----------- | ----------- | ----------- | ----------- | ----------- | ----------- | ----------- |
| Henrik Baltzersen | Masculino | 37.671        | 37.635        | 29            | 38.561       | 8            | 39.083       | 5            | 38.846       | 3            | 16           | 5            | Não avançou | Não avançou | Não avançou | Não avançou | Não avançou | Não avançou | Não avançou | Não avançou | Não avançou | Não avançou |
| Amanda Sørensen   | Feminino  | 39.183        | 38.719        | 12            | DNF          | 8            | 47.469       | 8            | 39.474       | 4            | 20           | 8            | Não avançou | Não avançou | Não avançou | Não avançou | Não avançou | Não avançou | Não avançou | Não avançou | Não avançou | Não avançou |

### Ciclismo Estrada
| Atleta                  | Prova                              | Tempo                 | Pos. |
| ----------------------- | ---------------------------------- | --------------------- | ---- |
| Chris Anker Sørensen    | Corrida em estrada                 | 6:24:11 (+0:22)       | 11º  |
| Chris Anker Sørensen    | Estrada contra o relógio masculino | 1:05:55.42 (+3:43.99) | 18º  |
| Nicki Sørensen          | Corrida em estrada masculina       | 6:26:17 (+2:28)       | 24º  |
| Brian Bach Vandborg     | Corrida em estrada masculina       | DNF                   | DNF  |
| Brian Bach Vandborg     | Estrada contra o relógio masculino | 1:08:10.20 (+5:58.77) | 32º  |
| Linda Melanie Villumsen | Corrida em estrada feminina        | 3:32:33 (+0:09)       | 5º   |
| Linda Melanie Villumsen | Estrada contra o relógio feminino  | 36:50.62 (+1:58.90)   | 13º  |

### Ciclismo Mountain Bike
Masculino
| Atleta         | Prova                   | Tempo    | Pos. |
| -------------- | ----------------------- | -------- | ---- |
| Jakob Fuglsang | Cross-country masculino | 2:06:41  | 25   |
| Klaus Nielsen  | Cross-country masculino | -1 volta | 31   |

### Ciclismo Pista
Perseguição
| Atleta                                                                    | Prova                 | Qual.    | Qual. | 1ª fase                            | 1ª fase | Finais                      | Finais           |
| Atleta                                                                    | Prova                 | Tempo    | Pos.  | Adversário e resultado             | Pos.    | Adversário e resultado      | Pos.             |
| ------------------------------------------------------------------------- | --------------------- | -------- | ----- | ---------------------------------- | ------- | --------------------------- | ---------------- |
| Michael Færk Christensen Casper Jørgensen Jens-Erik Madsen Alex Rasmussen | Por equipes masculino | 4:02.191 | 4 Q   | FRA França V 3:56.831 (França DSQ) | 2 Q     | GBR Grã-Bretanha D 4:00.040 | Medalha de prata |

Por pontos
| Atleta                        | Prova                        | Pontos/Voltas | Pos. |
| ----------------------------- | ---------------------------- | ------------- | ---- |
| Daniel Adelhard Kreutzfeldt   | Corrida por pontos masculino | 29            | 6    |
| Trine Schmidt                 | Corrida por pontos feminino  | 0             | 18   |
| Michael Mørkøv Alex Rasmussen | Madison masculino            | 14/-1         | 6    |

### Hipismo
Adestramento
| Atleta                                                         | Cavalo                       | Prova       | Pts.                        | Pos.              |
| -------------------------------------------------------------- | ---------------------------- | ----------- | --------------------------- | ----------------- |
| Andreas Helgstrand                                             | Don Schufro                  | Individual  | 70.675                      | 11                |
| Nathalie zu Seyn-Wittgenstein                                  | Digby                        | Individual  | 69.110                      | 15                |
| Anne Van Olst                                                  | Clearwater                   | Individual  | DNF                         | DNF               |
| Andreas Helgstrand Nathalie zu Seyn-Wittgenstein Anne Van Olst | Don Schufro Digby Clearwater | Por equipes | 68.875 68.833 70.417 67.375 | Medalha de bronze |

CCE
| Atleta               | Cavalo     | Prova      | Adestramento | Adestramento | Cross-country | Cross-country | Saltos | Saltos | Saltos | Saltos | Total | Total |
| Atleta               | Cavalo     | Prova      | Adestramento | Adestramento | Cross-country | Cross-country | Qual.  | Qual.  | Final  | Final  | Total | Total |
| Atleta               | Cavalo     | Prova      | Pen.         | Pos.         | Pen.          | Pos.          | Pen.   | Pos.   | Pen.   | Pos.   | Pen.  | Pos.  |
| -------------------- | ---------- | ---------- | ------------ | ------------ | ------------- | ------------- | ------ | ------ | ------ | ------ | ----- | ----- |
| Peter Tersgov Flarup | Silver Ray | Individual | 53.10        | 45           | 13.20         | 5             | DNF    | DNF    | DNF    | DNF    | DNF   | DNF   |

### Ginástica de trampolim
| Atleta       | Prova     | Elims. | Elims. | Final       | Final       |
| Atleta       | Prova     | Nota   | Pos.   | Nota        | Pos.        |
| ------------ | --------- | ------ | ------ | ----------- | ----------- |
| Peter Jensen | Masculino | 69.20  | 10     | Não avançou | Não avançou |

### Handebol
Masculino
| Equipe | Fase de Grupos                                                                                           | Fase de Grupos | Quartas de final       | Semifinal                              | Final                                           | Pos. |
| Equipe | Adversário e resultado                                                                                   | Pos.           | Adversário e resultado | Adversário e resultado                 | Adversário e resultado                          | Pos. |
| --- | --- | -------------- | ---------------------- | -------------------------------------- | ----------------------------------------------- | ---- |
| Kasper Hvidt Peter Henriksen Hans Lindberg Lars Christiansen Michael Knudsen Jesper Nøddesbo Lars Jørgensen Joachim Boldsen Kasper Søndergaard Klavs Bruun Jørgensen Kasper Nielsen Jesper Jensen Bo Spellerberg Lasse Boesen | EGY Egito E 23-23 KOR Coreia do Sul D 30-31 RUS Rússia V 25-24 ISL Islândia E 32-32 GER Alemanha V 27-21 | 2º (Gr. B)     | CRO Croácia D 24-26    | Classificação 5º-8º RUS Rússia D 27-28 | Disputa pelo 7º lugar KOR Coreia do Sul V 37-26 | 7º   |

### Lutas
Greco-Romana
| Atleta        | Prova | Elim.                     | 1/8 de final            | 1/4 de final           | Semifinais             | Repescagem 1ª fase     | Repescagem 1ª fase     | Final                  |
| Atleta        | Prova | Adversário e resultado    | Adversário e resultado  | Adversário e resultado | Adversário e resultado | Adversário e resultado | Adversário e resultado | Adversário e resultado |
| ------------- | ----- | ------------------------- | ----------------------- | ---------------------- | ---------------------- | ---------------------- | ---------------------- | ---------------------- |
| Anders Nyblom | −55kg |                           | KOR Park E-C. D 1-3 0-5 | Não avançou            | Não avançou            | Não avançou            | Não avançou            | Não avançou            |
| Mark Madsen   | −74kg | RUS Samurgashev D 0-4 1-3 | Não avançou             | Não avançou            | Não avançou            | Não avançou            | Não avançou            | Não avançou            |

### Natação
Masculino
| Atleta                                                             | Prova                     | Elims.                                        | Elims. | Semifinal   | Semifinal   | Final       | Final             |
| Atleta                                                             | Prova                     | Tempo                                         | Pos.   | Tempo       | Pos.        | Tempo       | Pos.              |
| ------------------------------------------------------------------ | ------------------------- | --------------------------------------------- | ------ | ----------- | ----------- | ----------- | ----------------- |
| Jakob Schiøtt Andkjær                                              | 50 m livre masculino      | 22.52                                         | 33     | Não avançou | Não avançou | Não avançou | Não avançou       |
| Jakob Schiøtt Andkjær                                              | 100 m livre masculino     | 49.25                                         | 27     | Não avançou | Não avançou | Não avançou | Não avançou       |
| Jakob Schiøtt Andkjær                                              | 100 m borboleta masculino | 52.24 NR                                      | 19     | Não avançou | Não avançou | Não avançou | Não avançou       |
| Chris Christensen                                                  | 200 m peito masculino     | 2:13.92                                       | 33     | Não avançou | Não avançou | Não avançou | Não avançou       |
| Chris Christensen                                                  | 200 m medley masculino    | 2:02.93                                       | 32     | Não avançou | Não avançou | Não avançou | Não avançou       |
| Mads Glæsner                                                       | 400 m livre masculino     | 3:45.38 NR                                    | 12     |             |             | Não avançou | Não avançou       |
| Mads Glæsner                                                       | 1500 m livre masculino    | 15:03.33 NR                                   | 14     |             |             | Não avançou | Não avançou       |
| Jon Rud                                                            | 200 m livre masculino     | 1:48.96                                       | 31     | Não avançou | Não avançou | Não avançou | Não avançou       |
| Jon Rud                                                            | 400 m livre masculino     | 3:57.41                                       | 34     |             |             | Não avançou | Não avançou       |
| Lotte Friis                                                        | 400 m livre feminino      | 4:08.47 NR                                    | 13     |             |             | Não avançou | Não avançou       |
| Lotte Friis                                                        | 800 m livre feminino      | 8:21.74 NR                                    | 3 Q    |             |             | 8:23.03     | Medalha de bronze |
| Julie Hjorth-Hansen                                                | 200 m medley feminino     | 2:11.99 NR                                    | 5 Q    | 2:12.26     | 10          | Não avançou | Não avançou       |
| Louise Mai Jansen                                                  | 200 m livre feminino      | 2:01.30                                       | 34     | Não avançou | Não avançou | Não avançou | Não avançou       |
| Micha Østergaard                                                   | 100 m borboleta feminino  | 59.10                                         | 28     | Não avançou | Não avançou | Não avançou | Não avançou       |
| Micha Østergaard                                                   | 200 m borboleta feminino  | 2:07.77 NR                                    | 8 Q    | 2:09.29     | 11          | Não avançou | Não avançou       |
| Jeanette Ottesen                                                   | 50 m livre feminino       | 24.83 NR                                      | 5 Q    | 24.86       | 11          | Não avançou | Não avançou       |
| Jeanette Ottesen                                                   | 100 m livre feminino      | 54.04 NR                                      | 9 Q    | 54.05       | 7 Q         | 54.06       | 5                 |
| Jeanette Ottesen                                                   | 100 m borboleta feminino  | 58.44                                         | 15 Q   | 59.29       | 15          | Não avançou | Não avançou       |
| Julie Hjorth-Hansen Micha Østergaard Louise Mai Jansen Lotte Friis | 4x200 m livre feminino    | 8:00.81 NR 1:59.16 NR 2:01.67 2:00.31 1:59.67 | 13     |             |             | Não avançou | Não avançou       |

### Remo
| Atleta(s)                                                                  | Prova                      | Elims.  | Elims. | Repechage | Repechage | Semifinais | Semifinais | Final   | Final             |
| Atleta(s)                                                                  | Prova                      | Tempo   | Pos.   | Tempo     | Pos.      | Tempo      | Pos.       | Tempo   | Pos.              |
| -------------------------------------------------------------------------- | -------------------------- | ------- | ------ | --------- | --------- | ---------- | ---------- | ------- | ----------------- |
| Thomas Morsing Larsen Morten Ølgaard                                       | Dois sem masculino         | 7:17.43 | 5      | 6:38.33   | 3 SA/B    | 6:48.65    | 6 FB       | 6:55.37 | 10                |
| Rasmus Quist Mads Reinholdt Rasmussen                                      | Skiff duplo leve masculino | 6:14.84 | 1 SA/B |           |           | 6:26.49    | 2 FA       | 6:12.45 | Medalha de bronze |
| Mads Christian Kruse Andersen Eskild Ebbesen Thomas Ebert Morten Jørgensen | Quatro sem leve masculino  | 5:50.12 | 1 SA/B |           |           | 6:05.75    | 1 FA       | 5:47.76 | Medalha de ouro   |
| Katrin Olsen Juliane Elander Rasmussen                                     | Skiff duplo leve feminino  | 6:58.63 | 2 SA/B |           |           | 7:06.31    | 4 FB       | 7:06.94 | (1) 7             |

### Tênis
Feminino
| Atleta             | Prova            | 1/32 de final          | 1/16 de final                    | 1/8 de final                    | 1/4 de final           | Semifinais             | Final                  | Final       |
| Atleta             | Prova            | Adversário e resultado | Adversário e resultado           | Adversário e resultado          | Adversário e resultado | Adversário e resultado | Adversário e resultado | Pos.        |
| ------------------ | ---------------- | ---------------------- | -------------------------------- | ------------------------------- | ---------------------- | ---------------------- | ---------------------- | ----------- |
| Caroline Wozniacki | Simples feminino | TUN S. Sfar V 6-4 6-1  | SVK (10) D. Hantuchova V 6-1 6-3 | RUS (6) E. Dementieva D 6-7 2-6 | Não avançou            | Não avançou            | Não avançou            | Não avançou |

### Tênis de mesa
Masculino
| Atleta       | Prova                | Preliminar             | 1ª fase                | 2ª fase                | 3ª fase                                            | 4ª fase                | 1/4 de final           | Semifinais             | Final                  |
| Atleta       | Prova                | Adversário e resultado | Adversário e resultado | Adversário e resultado | Adversário e resultado                             | Adversário e resultado | Adversário e resultado | Adversário e resultado | Adversário e resultado |
| ------------ | -------------------- | ---------------------- | ---------------------- | ---------------------- | -------------------------------------------------- | ---------------------- | ---------------------- | ---------------------- | ---------------------- |
| Michael Maze | Individual masculino |                        |                        |                        | CRO Z. Primorac D 11-8 9-11 12-10 10-12 11-7 13-11 | Não avançou            | Não avançou            | Não avançou            | Não avançou            |

### Tiro
Masculino
| Atleta                   | Prova | Elim.  | Elim. | Final       | Final       | Pos. |
| Atleta                   | Prova | Escore | Pos.  | Escore      | Pos.        | Pos. |
| ------------------------ | ----- | ------ | ----- | ----------- | ----------- | ---- |
| Anders Christian Golding | Skeet | 112    | 25    | Não avançou | Não avançou | 25   |

### Tiro com arco
| Atleta                     | Prova                | Qualificatória | Qualificatória | 1/32 de final              | 1/16 de final          | 1/8 de final           | 1/4 de final           | Semifinais             | Final                  | Final       |
| Atleta                     | Prova                | Escore         | Pos.           | Adversário e resultado     | Adversário e resultado | Adversário e resultado | Adversário e resultado | Adversário e resultado | Adversário e resultado | Pos.        |
| -------------------------- | -------------------- | -------------- | -------------- | -------------------------- | ---------------------- | ---------------------- | ---------------------- | ---------------------- | ---------------------- | ----------- |
| Niels Dall                 | Individual masculino | 634            | 53             | ITA M. Galiazzo D 114-97   | Não avançou            | Não avançou            | Não avançou            | Não avançou            | Não avançou            | Não avançou |
| Louise Klingenberg Laursen | Individual feminino  | 605            | 52             | POL M. Cwienczek D 100-113 | Não avançou            | Não avançou            | Não avançou            | Não avançou            | Não avançou            | Não avançou |

### Triatlo
| Atleta         | Prova     | Final   | Final    | Final   | Final      | Pos. |
| Atleta         | Prova     | Natação | Ciclismo | Corrida | Total      | Pos. |
| -------------- | --------- | ------- | -------- | ------- | ---------- | ---- |
| Rasmus Henning | Masculino | 18:18   | 58:57    | 31:48   | 1:49:57.47 | 8    |

### Vela
| Atleta                        | Prova           | Regatas | Regatas | Regatas | Regatas | Regatas | Regatas | Regatas | Regatas | Regatas | Regatas | Regatas | Regatas | Regatas | Regatas     | Pts. | Pos.            |
| Atleta                        | Prova           | 1       | 2       | 3       | 4       | 5       | 6       | 7       | 8       | 9       | 10      | 11      | 12      | 13      | M           | Pts. | Pos.            |
| ----------------------------- | --------------- | ------- | ------- | ------- | ------- | ------- | ------- | ------- | ------- | ------- | ------- | ------- | ------- | ------- | ----------- | ---- | --------------- |
| Jonas Kældsø                  | RS:X masculino  | 28      | 26      | 30      | 29      | 35      | 4       | 14      | 13      | 34      | 23      |         |         |         | Não avançou | 201  | 24              |
| Anders Nyholm                 | Laser masculino | 18      | 26      | 19      | 15      | 19      | BFD     | 27      | 28      | 13      | CAN     |         |         |         | Não avançou | 165  | 23              |
| Bettina Honoré                | RS:X feminino   | 21      | 18      | 21      | 18      | 20      | 9       | 14      | 15      | 22      | 6       |         |         |         | Não avançou | 142  | 19              |
| Jonas Høgh-Christensen        | Finn            | 16      | 6       | 12      | 16      | 25      | 4       | 5       | 7       | CAN     | CAN     |         |         |         | 4           | 70   | 6               |
| Martin Kirketerp Jonas Warrer | 49er            | 2       | 4       | 10      | 4       | 2       | 3       | 4       | 2       | 9       | 2       | 7       | 8       | CAN     | 14          | 61   | Medalha de ouro |

### Remo
| S | Classificado(a) para as semifinais |    |                        | FA | Final A (disputa de medalhas) |  |  | FD | Final D (sem medalhas) |
| Q | Classificado(a) para as quartas    | FB | Final B (sem medalhas) | FE | Final E (sem medalhas)        |  |  |    |                        |
| R | Classificado(a) para a repescagem  | FC | Final C (sem medalhas) | FF | Final F (sem medalhas)        |  |  |    |                        |

### Vela
| M   | Regata da Medalha da qual só participam os dez primeiros colocados das regatas anteriores  |  |  | CAN | Regata cancelada |
| BFD | Desclassificado por bandeira preta (Black Flag Disqualified)                               |  |  |     |                  |
| UFD | Desclassificado por bandeira "U" (U Flag Disqualified)                                     |  |  |     |                  |
| OCS | Largada queimada (On the Course Side of the starting line)                                 |  |  |     |                  |
| DNE | Desclassificação sem eliminação (infração a um item do regulamento da prova – Did Not End) |  |  |     |                  |